# Heldenplatz (Drama)
Heldenplatz ist ein Drama von Thomas Bernhard. Es entstand im Auftrag des damaligen Direktors des Wiener Burgtheaters Claus Peymann für das 100-Jahr-Jubiläum der Eröffnung des Theaters im Jahr 1988 und löste einen der größten Theaterskandale in der Geschichte Österreichs aus. Die Uraufführung war am 4. November 1988, in dem Jahr, in dem auch des 50. Jahrestages des „Anschlusses“ Österreichs gedacht wurde (seinerzeit „Bedenkjahr“ genannt).

## Inhalt
Das Theaterstück spielt nach dem Tod von Josef Schuster, einem (fiktiven) Professor für Mathematik an der Universität Wien. Dieser beging (laut Zeitangabe im Drama) im März 1988 Suizid, indem er sich aus dem Fenster seiner Wiener Wohnung nahe dem Heldenplatz stürzte.
In den Szenen des Theaterstücks beschäftigen sich die Hauptfiguren einerseits mit dem Charakter Josef Schusters und andererseits mit ihrer eigenen Lebenssituation. Im Mittelpunkt stehen dabei die monologartigen Reflexionen von Robert Schuster, dem Bruder des Verstorbenen.

### Erste Szene
Die erste Szene spielt in der Wohnung des Professors in der Wiener Innenstadt mit Blick auf den Heldenplatz. Während Herta und Frau Zittel die Wäsche herrichten, entsteht ein Zwiegespräch zwischen den beiden. Frau Zittel ist die alteingesessene Haushälterin im Hause Schuster und Herta ein junges Hausmädchen. Sie unterhalten sich über den Professor und dessen Selbstmord. Der Professor hatte eine freundschaftliche Beziehung zu Frau Zittel, was insofern eine Besonderheit darstellt, als der Professor ein Misanthrop war. Zunächst wird die Geschichte des Professors erzählt. Dieser wurde von den Nazis zur Emigration getrieben und nahm in der Universität Oxford eine Lehrtätigkeit auf. Nach Kriegsende kehrte er auf Bitten des Wiener Bürgermeisters zurück.
Der Professor plante, an die Universität Oxford zurückzukehren, da seine Frau unter akustischen Halluzinationen leidet und seit zehn Jahren die Menschenmassen vom Heldenplatz jubeln hört, welche 1938 auf diesem Platz Hitlers Einzug feierten. Dazu kommt es aber nicht, da er sich vorher das Leben nahm. Die nach Oxford adressierten Umzugskisten werden nach Neuhaus transportiert, da die Ehefrau des Verstorbenen dorthin ziehen soll. Sie soll dort beim Bruder ihres verstorbenen Mannes wohnen. In dem Gespräch werden die Charakterzüge Schusters sichtbar. Er war ein Geistesmensch, der sich von der Welt unverstanden fühlte und überzeugt war, dass Österreich noch immer tief mit dem Nationalsozialismus verbunden sei und der katholische Stumpfsinn die Menschen regiere. Professor Schuster wird als schwierig und autoritär charakterisiert.

### Zweite Szene
Im Volksgarten treffen nach der Beerdigung die nächsten Verwandten des Verstorbenen aufeinander. Anna und Olga, die Töchter des Professors, unterhalten sich darüber, warum der Professor nicht nach Oxford konnte und warum es ihm unmöglich war, in dieser Welt zu existieren. Nun tritt Professor Robert Schuster, der Bruder von Josef Schuster und Onkel von Anna und Olga, auf. Er hat es schon längst aufgegeben, gegen die Welt aufzubegehren. Er meint, alles sei in diesen Tagen noch schlimmer als 1938. In Österreich müsse man entweder nationalsozialistisch oder katholisch sein, alles andere werde nicht geduldet. Professor Robert besucht regelmäßig Konzerte im Wiener Musikverein, aber das letzte gute Konzert hat er vor 20 Jahren gehört. Er versucht nicht einmal, gegen Ungerechtigkeiten anzugehen. So soll eine Straße durch den Garten seines Hauses gebaut werden, doch Professor Robert findet es nicht der Mühe wert, einen Protestbrief aufzusetzen. Die Unterschiede zwischen den beiden Brüdern werden deutlich. Professor Robert will sein Leben genießen und setzt deshalb Scheuklappen auf, obwohl er sieht, was auf der Welt und in seiner Umgebung geschieht. Seine Nichte Anna versucht, gegen seine Attitüde anzugehen, Olga ähnelt ihm vom Gemütszustand her.

### Dritte Szene
Die dritte Szene spielt im Speisezimmer mit Blick auf den Heldenplatz. Alle Gäste der Beerdigung, neben der Familie des Professors noch ein jüdisches Professorenehepaar, treffen zusammen. Im Vorgespräch wird noch auf Frau Schuster und ihren Sohn Lukas gewartet. Die Missstände in Wien werden angeprangert und verurteilt; Wien hat Professor Josef auf dem Gewissen. Man unterhält sich über Frau Zittel und deren Freundschaft zu ihm. Zum ersten Mal tritt die Frau des Professors auf. Sie beginnt wieder, von draußen das „Sieg Heil“-Geschrei der Massen zu hören, das fünfzig Jahre zuvor am Heldenplatz ertönte. Jeder isst Suppe, es gibt keinen großen Leichenschmaus. Das imaginäre „Sieg Heil“-Geschrei wird immer lauter und schwillt schließlich ins Unerträgliche an. Das Stück endet damit, dass Frau Schuster mit dem Gesicht voraus auf die Tischplatte fällt. Alle schauen erschrocken.

## Milieu und Umgebung
Das Stück spielt im Wien des Jahres 1988, 50 Jahre nach dem „Anschluss Österreichs“ an das nationalsozialistische Deutsche Reich. Der Wiederaufbau Wiens ist seit Jahrzehnten abgeschlossen und längst ist der Wohlstand zurückgekehrt. Die Menschen in dem Stück sind Teil der gehobeneren Gesellschaft Wiens und alle mit Opfern des Holocaust verwandt. Die einzigen Ausnahmen bilden hierbei Frau Zittel, die Haushälterin, und Herta, das Hausmädchen.

## Wichtige Personen

### Josef Schuster
Der Protagonist des Textes tritt nicht persönlich auf, er wird im Laufe der drei Szenen in Form der Replik erinnert und kommentiert: Eingangs erfährt man durch die Figuren „Frau Zittel“ und „Herta“ Details über die Charaktersituation des Professors, die später (in der zweiten Szene) durch seinen Bruder, „Professor Robert“ Schuster, stärker memoriert wird. Entgegen dem Motto des Bruders Robert („Ich gebe nicht nach und ich gebe nicht auf“) nimmt sich Josef im März des Jahres 1988 das Leben. Er wird als Pedant beschrieben. Josef Schuster zeichnet sich durch eine rigide Weltsicht und durch Urteilsfähigkeit aus. Sein apodiktisches Weltbild ist geprägt durch eine Kategorisierung in „Gut“ und „Böse“.
Benjamin Henrichs schreibt in der „Zeit“ über den Protagonisten in seiner Kritik der Uraufführung, er erinnere an „einen Juden, der bellt wie ein deutscher Schäferhund“.

### Frau Zittel
Sie ist eine treue Seele, welche auch nach dem Tod des Professors noch zu ihm hält, versucht den Professor zu verstehen und erklärt seine Tat. Sie spielte eine größere Rolle als die Ehefrau Hedwig im Leben Josef Schusters. Auf das Hausmädchen Herta sieht sie herab.

### Anna
Tochter Anna ist eine engagierte Kämpferin für die Gerechtigkeit, die versucht gegen die Schlechtigkeit der Welt vorzugehen. Außerdem sieht sie schwarz für Wien, jeder, mit dem sie redet, stellt sich nach kurzer Zeit als Nazi heraus.

### Olga
Sie ist ein Gegenpol zu Anna, ihrer Schwester. Dass ein Passant sie wegen ihrer jüdischen Herkunft angespuckt hat, spielt sie herunter. Olga ist schweigsam und wird von ihrem Onkel Robert als verfroren beschrieben.

### Robert Schuster
Der Bruder des Verstorbenen versucht, ein ruhiges Leben zu führen. So rennt er mit Scheuklappen durch die Welt. Er ist Negativist, kritisiert alles und jeden und nimmt nicht einmal sich selbst aus der Kritik aus: „Ich bin ja gegen fast alles!“ Zudem ist er schwer herzkrank, somit sehr gebrechlich und geht auf Krücken.

### Hedwig
Die Ehefrau des Verstorbenen tritt erst am Ende des Stückes auf, nachdem durch alle Szenen von ihr die Rede war, da sie das „Geschrei der Masse vom Heldenplatz“ halluziniert und so für das Trauma der Juden in Österreich steht. Sie wird als Kapitalistin (Essigfabrik, Fezfabrik) der Familie und durchaus nicht als Geistesmensch beschrieben. Ihr Zusammenbrechen am Tisch (wahrscheinlich ihr Tod) beschließt das Drama.

## „Heldenplatz-Skandal“
Entstehung und Uraufführung von Bernhards Stück fielen in jene Jahre, in denen die Vergangenheit Österreichs in der Zeit des Nationalsozialismus in Folge der Kontroversen um die Wahl Kurt Waldheims zum Bundespräsidenten (Waldheim-Affäre 1986) so öffentlich und tiefgehend geführt wurde wie nie zuvor seit dem Ende des Zweiten Weltkriegs. 1988, im Jahr der Premiere, jährte sich auch der „Anschluss Österreichs“ an das nationalsozialistische Deutsche Reich zum fünfzigsten Mal, was im Land von offizieller Seite als „Bedenkjahr“ begangen wurde.
Gemäß Hermann Beil, damals Dramaturg und Co-Direktor am Burgtheater, regte Direktor Claus Peymann an, Bernhard solle ein Stück zum „Bedenkjahr“ schreiben. Der lehnte zuerst ab und schrieb dann doch Heldenplatz. Das Werk sollte zum ebenfalls in das Jahr 1988 fallenden 100-jährigen Jubiläum des Burgtheaters uraufgeführt werden. Vorgesehen war, Inhalt und Text bis zur geplanten Premiere am 14. Oktober nicht publik zu machen. Erste Textauszüge erschienen allerdings bereits am 1. August im Nachrichtenmagazin profil in einem Artikel der Literaturkritikerin Sigrid Löffler, in dem sie an den Beispielen George Tabori, Alfred Hrdlicka (Mahnmal gegen Krieg und Faschismus, 1988) und Peymann über einen „neuen Kulturkampf in Österreich“ schrieb. Wiederum im profil berichtete sie am 19. September über die Verschiebung der Uraufführung auf November und ergänzte den Bericht um eine Inhaltsangabe und mehrere Textpassagen aus dem Stück. In der Öffentlichkeit blieben die Zitate zunächst weitgehend unbeachtet.
Die Skandalisierung von Heldenplatz begann mit zeitgleich am 7. Oktober in der konservativen Wochenzeitung Wochenpresse und der Tageszeitung Kronen Zeitung unautorisiert veröffentlichten Textpassagen aus dem Stück. Die Zitate waren dabei ohne Kontext und Zuordnung zu den Protagonisten des Stückes abgedruckt, was den Eindruck erwecken konnte (oder sollte), sie würden direkt Ansichten Bernhards wiedergeben. Nach weiteren Zeitungsartikeln in der Kronen Zeitung, mit Überschriften wie „Österreich, 6,5 Millionen Debile“, „Steuerzahler soll für Österreich-Besudelung auch noch zahlen!“ und der Ankündigung eines „Riesenwirbels“ sowie entsprechenden Kolumnen des Krone-Herausgebers Hans Dichand und Meinungsäußerungen auf der Leserbriefseite des Blattes griff auch der Österreichische Rundfunk in Fernsehen und Radio das Thema auf. In der Folge sprachen sich verschiedene Politiker und andere Personen und Gruppierungen gegen das Stück aus und forderten, es nicht zur Aufführung kommen zu lassen oder wenigstens einzelne Passagen zu streichen, es zu zensieren. Unter den Protestierenden gegen das Stück, das bis dahin noch nicht als Ganzes bekannt war, waren Bundespräsident Waldheim („eine grobe Beleidigung des österreichischen Volkes“), die führenden Vertreter der ÖVP mit Vizekanzler Alois Mock, der „eine globale Beschimpfung Österreichs [die] auch noch mit Steuergeldern finanziert wird“, beklagte, an der Spitze, der damalige Wiener Weihbischof und Bischofsvikar für Kunst, Kultur und Wissenschaft, Kurt Krenn, sowie verschiedene Burschenschaften, aber auch der sozialdemokratische Wiener Bürgermeister Helmut Zilk und der ehemalige Bundeskanzler Bruno Kreisky („Das darf man sich nicht gefallen lassen!“). Jörg Haider forderte, auf Peymann abzielend und Karl Kraus paraphrasierend: „Hinaus aus Wien mit dem Schuft!“ Bundeskanzler Franz Vranitzky, Wiens Kulturstadträtin Ursula Pasterk und Unterrichtsministerin Hilde Hawlicek sowie eine Minderheit der journalistischen Kommentatoren traten für eine Aufführung ein. Auch die IG österreichischer Autoren erklärte sich mit Bernhard und Peymann solidarisch. Durch dieses Aufsehen wurde noch vor der Erstaufführung und, bevor der Inhalt des Stückes wirklich bekannt war, auch internationale Aufmerksamkeit auf den „Heldenplatz-Skandal“ gelenkt. Michael Frank beschrieb die Aufgeregtheit in der Süddeutschen Zeitung: „Im Augenblick jedenfalls müht sich Österreich, die größtmögliche Übereinstimmung der Wirklichkeit mit Bernhards grotesken Texten herbeizuführen.“ Ähnlich auch Löffler im profil, das die Ausgabe vom 17. Oktober mit dem Titelblatt „‚Heldenplatz‘ Die Inszenierung“ aufmachte: „Ganz Österreich ist die Bühne […], die Hauptdarsteller sitzen in der Hofburg und am Ballhausplatz, in den Zeitungsredaktionen und in den Parteizentralen.“
Am Tag der Uraufführung erschien die Kronen Zeitung mit der Schlagzeile „‚Heldenplatz‘-Premiere: Burgtheater heute unter Polizeischutz“ und druckte eine Fotomontage, die das Burgtheater in Flammen stehend zeigte und darunter den Slogan „Uns ist nichts zu heiß!“ Im Standard forderte Peter Sichrovsky, der in dem Stück Juden missbraucht sah, „Stürmt den Heldenplatz!“ und verwies auf die Aufführung von Rainer Werner Fassbinders Der Müll, die Stadt und der Tod am Schauspiel Frankfurt 1985, die abgebrochen werden musste, weil Teile des Publikums auf die Bühne vorgedrungen waren und sie besetzt hielten. Angekündigt waren Protestaktionen verschiedener Gruppen vor dem Theater. Die „National-Konservative Union“ und andere riefen zu Protesten auf, und die Gruppierung „Wir Niederösterreicher“ um Martin Humer plante, eine Ladung Kuhmist vor dem Gebäude abzuladen. Unterstützung bekamen Bernhard und Peymann durch eine „Kulturkampf!“ betitelte Erklärung einer Reihe von Autoren (Erich Fried, Barbara Frischmuth, Josef Haslinger, Elfriede Jelinek, Gerhard Roth, Michael Scharang, Peter Turrini und Gernot Wolfgruber), die sich in der Volksstimme gegen eine Einschränkung der Freiheit der Kunst und die Diffamierung von Schriftstellern aussprachen und ihrerseits zu einer Gegendemonstration aufriefen. Tatsächlich blieben Demonstrationen vor dem Burgtheater weitgehend aus. Die ausverkaufte Premiere selbst wurde begleitet von Störaktionen, Zwischenrufen und Pfiffen aus dem Publikum, die wiederum demonstrativ von Applaus und Bravo-Rufen Anderer erwidert wurden. Letztlich reagierte das Publikum mehrheitlich mit Begeisterung. Als Thomas Bernhard nach dem Schlussvorhang mit den Schauspielern auf die Bühne kam, war das sein letzter öffentlicher Auftritt. Peymann in der Erinnerung an diesen Premierenabend: „Wir haben ‚Heldenplatz‘ gegen alle Widrigkeiten, gegen eine aufgehetzte, aufgepeitschte Öffentlichkeit zur Premiere gebracht. […] die Schauspieler haben uns im zweiten und dritten Akt zu einem ungeheuren Sieg verholfen. Für den schon vom Tod gezeichneten Dichter Thomas Bernhard war der Premierentriumph ein letztes großes, beglückendes Geschenk. […] ‚Heldenplatz‘ war ein Abschied.“ Bernhard starb wenige Monate später, am 12. Februar 1989. Heldenplatz wurde mit 120 Aufführungen in 10 Jahren eine der bis dahin erfolgreichsten Inszenierungen am Burgtheater. Hauptdarsteller Wolfgang Gasser wurde für seine Darstellung des Robert Schuster 1989 die Kainz-Medaille verliehen.

## Formale Angaben zur Uraufführung
Heldenplatz wurde am 4. November 1988 im Wiener Burgtheater uraufgeführt.
Die Rollen und ihre Darsteller waren:
- Robert Schuster (Bruder des verstorbenen Professors Josef Schuster): Wolfgang Gasser
- Anna (Tochter des Verstorbenen): Kirsten Dene
- Olga (Tochter des Verstorbenen): Elisabeth Rath
- Lukas (Sohn des Verstorbenen): Karlheinz Hackl
- Hedwig (Frau des Verstorbenen): Marianne Hoppe
- Professor Liebig (ein Kollege): Frank Hoffmann
- Frau Liebig: Bibiana Zeller
- Herr Landauer (ein Verehrer): Detlev Eckstein
- Frau Zittel (Wirtschafterin des Verstorbenen): Anneliese Römer
- Herta (sein Hausmädchen): Therese Affolter

Inszenierung: Claus Peymann
Bühnenbild und Kostüme: Karl-Ernst Herrmann
Dramaturgie: Hermann Beil und Jutta Ferbers
Im Februar 2024 hatte eine über fünfstündige Neuinszenierung von Frank Castorf mit Birgit Minichmayr, Franz Pätzold, Branko Samarovski, Marie-Luise Stockinger, Marcel Heuperman und Inge Maux am Burgtheater Premiere.

## Ausgaben
- Thomas Bernhard: Heldenplatz. Suhrkamp (= suhrkamp taschenbücher. Band 2474).